# Smittina abyssicola
Smittina abyssicola är en mossdjursart som först beskrevs av Harmer 1957.  Smittina abyssicola ingår i släktet Smittina och familjen Smittinidae. Inga underarter finns listade i Catalogue of Life.